# Структурный тип магния

Расположение атомов

Структурный тип магния — один из основных структурных типов для простых веществ — металлов. Имеет структурное обозначение A3. Символ Пирсона hP2.
Этот структурный тип обладает гексагональной элементарной ячейкой, пространственная группа P63/mmc (№ 194 в Международных кристаллографических таблицах, D6h4 по Шёнфлису). Расположение атомов в структурном типе магния соответствует гексагональной (двухслойной) плотнейшей шаровой упаковке. Все атомы при этом однотипны. Координационное число каждого атома составляет 12, координационный полиэдр — кубооктаэдр.
В идеализированной плотнейшей гексагональной упаковке отношение параметров элементарной ячейки c/a = 1,633. В реальных случаях оно несколько отличается (для родоначальника этого типа, магния, составляет 1,624).

## Вещества
В связи с большим координационным числом структура характерна для веществ с ненаправленными химическими связями, а именно для металлов и благородного газа гелия. Структура при нормальных условиях присуща следующим простым веществам: гелий, бериллий, магний, скандий, титан, кобальт, иттрий, цирконий, технеций, рутений, прометий, гадолиний, тербий, диспрозий, гольмий, эрбий, тулий, лютеций, гафний, рений, осмий, таллий, америций, кюрий, а также сплавам на их основе со статистическим расположением атомов. Формально к данному типу относятся цинк и кадмий, хотя фактически в них структура искажена (расстояние между слоями и, как следствие, отношение c/a существенно больше идеального).

## Родственные структуры
Другие структуры, соответствующие плотнейшей шаровой упаковке: трёхслойная (кубическая) — структурный тип меди, четырёхслойная — структурный тип α-лантана.
При формальном добавлении атомов другого типа во все октаэдрические пустоты возможно перейти к структурному типу арсенида никеля, а при заполнении половины октаэдрических пустот — к структурному типу йодида кадмия и структурному типу рутила (в последнем случае — приближённо). При таком же мысленном заполнении половины тетраэдрических пустот можно получить структуру вюрцита.